# فارامان، ان
فارامان، ان (به فرانسوی: Faramans) یک کمون در فرانسه است که در Canton of Meximieux واقع شده‌است.

## خصوصیات
فارامان ۱۱٫۲۲ کیلومترمربع مساحت و ۶۴۷ نفر جمعیت دارد و ۲۷۶ متر بالاتر از سطح دریا واقع شده‌است.